# Гливинский сельсовет
Гливинский сельсовет — административная единица на территории Борисовского района Минской области Белоруссии. Административный центр — деревня Гливин.

## История
18 декабря 2009 года населённые пункты Белино, Малышки, Нивки, Осово, Пески, Побережье, Попелюм, Семеньковичи, Сыч, Тешковка, Черневичи, Шабыньки из состава упразднённого Черневичского сельсовета включены в состав Гливинского сельсовета.
В 2013 году в состав сельсовета вошли 15 населённых пунктов упразднённого Забашевичского сельсовета.

## Состав
Гливинский сельсовет включает 37 населённых пунктов:
- Барановка - деревня
- Белино - деревня
- Гливин - деревня
- Гора - деревня
- Забашевичи — агрогородок
- Забашевка — деревня
- Заручье — деревня
- Застенок — деревня
- Дубовый Лог - деревня
- Козловка - деревня
- Красное — деревня
- Малышки — деревня
- Мурашки — деревня
- Нивки - деревня
- Нитиевщина — деревня
- Новосёлки[3]
- Новищино — деревня
- Новый Посёлок - деревня
- Осово - деревня
- Перстень - деревня
- Пески - деревня
- Плоское — деревня
- Побережье - деревня
- Полелюм - деревня
- Рубленики - деревня
- Рыбачное — деревня
- Святое — деревня
- Семеньковичи - деревня
- Сивица - деревня
- Слободка — деревня
- Смолье — деревня
- Сыч - деревня
- Тешковка - деревня
- Устрона — деревня
- Черневичи - деревня
- Шаблинщина — деревня
- Шабыньки - деревня